# Niccolò Liburnio
Niccolò Liburnio est un humaniste de la Renaissance, l’un des premiers Italiens qui aient écrit sur la grammaire.

## Biographie
Niccolò Liburnio naquit en 1474, en Frioul, fut le disciple de Marcus Musurus, et alla depuis à Milan suivre les leçons de Jacopo Antiquari. Peu favorisé de la fortune, il embrassa l’état ecclésiastique, qui devait lui faciliter les moyens de cultiver son goût pour les lettres. S’étant chargé de l’éducation du jeune Luigi Pisani, depuis cardinal, il accompagna son élève dans ses voyages. Il eut le plaisir de revoir à Bruges Érasme, qu’il avait connu vingt-cinq ans auparavant à Venise, dans la société des Alde. En récompense de ses services, les parents de son élève lui procurèrent la cure de San-Fosca et un canonicat de St-Marc. Il mourut à Venise le 22 septembre 1557, à l’âge de 85 ans.

## Œuvres
On doit à Liburnio des traductions du livre 4e de l’Énéide in versi sciolti et de l’ouvrage de Boccace De montibus ; un recueil des pensées morales de Platon, imprimé plusieurs fois sous le titre de Platonis gemmai, et sous celui de Platonis gnomologia ; et un autre de Sentences, tirées des auteurs grecs, dont il existe une traduction italienne par Marco Cadamosto, Venise, 1545, in-8°.
Les autres ouvrages de Liburnio sont :
- Le selvette, Venise, 1515, in-4° ; ce volume contient sept pastorales complètes à l’imitation de l’Amete de Boccace, mais bien inférieures à ce modèle.
- Le Volgari eleganzie, Venise, Alde, 1521, in-8°, édition très-rare ; Apostolo Zeno en possédait un exemplaire sur vélin (voy. la Bibliot. dell’eloquenza, t. 1 , p. 80). Liburnio, dans cet ouvrage, reproche aux Italiens, après avoir abandonné l’usage du latin, de négliger leur propre langue, dans laquelle ils laissent introduire des mots inconnus à leurs grands écrivains.
- De copia et varietate opus, Venise, 1522, in-4° ;
- Lo verde antico delle cose volgari, ibid. , 1524, in-8° ;
- Le Tre Fontane sopra le grammatica e l’eloquenza di Dante, del Petrarca e del Boccaccio, Venise, 1526, in-4°; ibid., 1554, in-8°. Son principal but est de montrer l’inutilité des nouvelles lettres que le Trissino voulait introduire dans l’alphabet, et il contribua beaucoup à les faire rejeter.
- La Spada di Dante, ibid., 1534, in-8°. C’est un recueil des passages dans lesquels Dante attaque les vices de son temps.
- Le Occorrenze humane, Venise, Alde, 1546, in-8° ; ouvrage que le nom de l’imprimeur fait encore rechercher des curieux.

## Sources et références
- « Liburnio (Nicolas) », dans Louis-Gabriel Michaud, Biographie universelle ancienne et moderne : histoire par ordre alphabétique de la vie publique et privée de tous les hommes avec la collaboration de plus de 300 savants et littérateurs français ou étrangers, 2e édition, 1843-1865 [détail de l’édition]